# Ernobius gigas
Ernobius gigas là một loài bọ cánh cứng thuộc chi Ernobius trong họ Ptinidae.